# دربارۀ جویی
دربارۀ جویی یا درباره جویی (انگلیسی: Aboutzu یا abouTZU) اولین آلبوم چندآهنگه خوانندۀ اهل تایوان جویی از گروه دخترانۀ توایس است که در ۶ سپتامبر ۲۰۲۴ توسط جی‌وای‌پی انترتینمنت و ریپابلیک رکوردز منتشر شد. آلبوم از شش قطعه، شامل تک‌آهنگ اصلی به نام «فرار کن» و همکاری‌هایی با پنیل شین از بی‌توبی و پی‌اچ‌وان است.

## نام
نام Aboutzu ترکیبی از کلمۀ انگلیسی «about» و سه حرف اول نام خواننده Tzuyu است که به این معنی است که تمام جنبه‌های او را منعکس می‌کند. متن «abouTZU» روی جلد آلبوم را نیز می‌توان به‌عنوان «chouTZU» خواند تا نشان‌دهندۀ نام کامل او Chou Tzuyu باشد.

## فهرست ترانه‌ها
| No.   | نام                                         | ترانه‌سرا(ها)                                              | آهنگ‌ساز(ها)                                                                               | تهیه‌کننده(ها)                      | زمان  |
| ----- | ------------------------------------------- | --------------------------------------------------------- | ----------------------------------------------------------------------------------------- | ---------------------------------- | ----- |
| ۱.    | «فرار کن»                                   | جی.وای. پارک                                              | - اندریا - روزاریو - السا کوران - داوین - کینگ‌استون - جانی - سیمپسون                      | - کینگ‌استون - سیمپسون              | ۳:۱۸  |
| ۲.    | «دل‌شکستگی در بهشت» (یا حضور پنیل از بی‌توبی) | - تام من - نیکول بلیر - الکس استیسی - پیتر ریکرافت - پنیل | - من - بلیر - استیسی - ریکرافت - پنیل                                                     | لاست‌بوی                            | ۳:۳۳  |
| ۳.    | «تنبل عزیزم» (با حضور پی‌اچ-وان)             | - لی یی-جین - پی‌اچ-وان                                    | - بابی لانی تیلور - فلایان امی کانرد - مارک گوسمن - شایون دنیلز - نیکی فانیسلی - پی‌اچ-وان | - مارکی - استایل - دنیلز - فانیسلی | ۲:۴۲  |
| ۴.    | «نخوابیدن»                                  | مون یه-روم (جم فکتوری)                                    | - جانی هاکینگز - ماریا هیزل - تری جین-ماری                                                | جین-ماری                           | ۲:۳۹  |
| ۵.    | «یک عشق»                                    | لی سه-ران                                                 | - کمیل - ریک - پارک‌هوس - جورج تزارد                                                       | رد ترینجل                          | ۳:۱۳  |
| ۶.    | «پرواز»                                     | جویی                                                      | - دنیل دورن - کاترین نیا کلیث - کیم وو-سانگ - پیدیلی                                      | - پیدیلی - کیم - دورن - کلیث       | ۳:۴۳  |
| زمان: | زمان:                                       | زمان:                                                     | زمان:                                                                                     | زمان:                              | ۱۹:۰۸ |